# Lohnsteuerbescheinigung
Lohnsteuerbescheinigung (niem. Zaświadczenie o podatku od wynagrodzenia) – niemieckie zaświadczenie podatkowe o zarobku uzyskanym u jednego pracodawcy. W przypadku istnienia kilku stosunków pracy w ciągu roku, dla każdego z nich powinny istnieć osobne zaświadczenia.
Dokument ten jest wystawiany przez każdego pracodawcę i w przypadku nieposiadania Lohnsteuerkarte może okazać się przydatny podczas ubiegania się o zwrot podatku za pracę za granicą.